# Aarão de Alexandria
 Aarão de Alexandria  (Alexandria, Egipto, 610 — 641 Alexandria, Egipto) foi um padre cristão, médico e filosofo egípcio da primeira metade do século VII.
Viveu no reinado do Imperador Heráclio. Expressou-se escrevendo no antigo Siríaco uma obra sobre medicina dividida em trinta tratados a que deu o nome de Pandectas, que foi o nome de uma recompilação dos textos dos médicos gregos. 
Aquela obra foi traduzida para a língua árabe por Maserdjoniah no ano de 683.
Nas obras de Aarão de Alexandria fala-se pela primeira vez da varíola, doença que nasceu no Egipto e que foi expandida pelos árabes para os países com quem entraram em guerra.